# Zornița, Kărdjali
Zornița (în bulgară Зорница) este un sat în Obștina Kărdjali, Regiunea Kărdjali, Bulgaria.